# General (Švicarska)
General (njem. Der General, fra. le général, tal.  il generale, roh.  il general) je služba i čin u Oružanim snagama Švicarske. General je izabran od Savezne skupštine kao vrhovni zapovjednik Švicarske vojske isključivo u slučaju opće mobilizacije ili ratnog stanja.
Prema NATO–voj klasifikaciji vojnih činova ovaj čin odgovara oznaci OF-9.

## Uloga
U mirnodopskim vremenima u Švicarskoj vojsci ne dodjeljuje se čin generala, a glavnom zapovjedniku vojske dodjeljuje se čin Korpskommandanta, koji odgovara činu  generala pukovnika u Hrvatskoj vojsci.
Švicarski savezni zakon o vosjci i vojnoj upravi određuje da Savezna skupština tijekom plenarne sjednice oba doma izabire generala u slučaju predviđene ili naređene opće mobilizacije. Nakon izbora generala, Savezno vijeće određuje poslanje generala i ostaje vrhovni autoritet u odlučivanju.
General savjetuje i predlaže odluke Saveznom vijeću, samostalno odlučuje o unutarnjem ustroju i kretanju vojnih snaga, imenuje i razrješuje vojne zapovjednike.

## Popis generala Švicarske

### Do 1848. godine
Do stvaranja moderne švicarske savezne države 1848. godine, vrhovne zapovjednike savezne vojske birao je Savezni sabor. Ti zapovjednici nisu uvijek službeno nazivani generalima.
| General | General                                          | Izabran                              | Rat                                                                                                | Napomena                                                    |
| ------- | ------------------------------------------------ | ------------------------------------ | -------------------------------------------------------------------------------------------------- | ----------------------------------------------------------- |
|         | Ulrich von Sax (1462.–1538.)                     | 1511.                                | Talijanski ratovi                                                                                  | Prvi izabrani vrhovni zapovjednik švicarske savezne vojske. |
|         | Johann Ludwig von Erlach (1595.–1650.)           | 1633. i 1636.                        | Tridesetogodišnji rat                                                                              |                                                             |
|         | Sebastian Peregrin Zwyer von Evebach 1597.–1661. | 1653.                                | Švicarska seljačka buna                                                                            |                                                             |
| 1656.   | Sebastian Peregrin Zwyer von Evebach 1597.–1661. | Prvi Villmergenski rat               | |                                                             |
|         | Wilhelm Bernhard von Muralt (1737.–1796.)        | 1792.                                | Francuski revolucionarni ratovi                                                                    | Izabran nakon francuske objave rata Austriji.               |
|         | Karl Ludwig von Erlach (1746.–1798.)             | 1796.                                | Francuski revolucionarni ratovi                                                                    | Izabran uslijed francuskog napada na švicarske kantone.     |
|         | Augustin Keller (1754.–?)                        | 1799.                                | Francuski revolucionarni ratovi                                                                    | General vazalne Helvetske Republike                         |
|         | Johann Weber (1752.–1799.)                       | 1799.                                | Francuski revolucionarni ratovi                                                                    | General vazalne Helvetske Republike                         |
|         | Joseph Leonz Andermatt (1740.–1817.)             | 1801.                                | Francuski revolucionarni nemiri                                                                    | General vazalne Helvetske Republike                         |
|         | Pierre von der Weid (1766.–1810.)                | 1801.                                | Francuski revolucionarni nemiri                                                                    | General vazalne Helvetske Republike                         |
|         | Niklaus Rudolf von Wattenwyl (1760.–1832.)       | 1805., 1809. i 1813.                 | Napoleonski ratovi                                                                                 |                                                             |
|         | Niklaus Franz von Bachmann (1740.–1831.)         | 1815.                                | Rat Sedme koalicije                                                                                |                                                             |
|         | Charles-Jules Guiguer de Prangins (1780.–1840.)  | 1830.                                | Francuska revolucija 1830.                                                                         |                                                             |
| 1838.   | Charles-Jules Guiguer de Prangins (1780.–1840.)  | Francuski ultimatum Švicarskoj 1838. | Izabran uslijed francuskih prijetnji ratom, nakon što je Švicarska odbila izručiti Luja Napoleona. |                                                             |
|         | Peter Ludwig von Donatz (1782.–1849.)            | 1845.                                | Pokušaj državnog udara liberala u kantonu Luzern                                                   |                                                             |
|         | Johann Ulrich von Salis-Soglio (1790.–1874.)     | 15. siječnja 1847.                   | Švicarski građanski rat                                                                            | General vojske Sonderbunda                                  |
|         | Guillaume Henri Dufour (1787.–1875.)             | 21. listopada 1847.                  | Švicarski građanski rat                                                                            | General Savezne vojske                                      |

### Nakon 1848. godine
Popis generala Švicarske vojske nakon 1848. godine:
| General            | General                              | Izabran                          | Rat                            |
| ------------------ | ------------------------------------ | -------------------------------- | ------------------------------ |
|                    | Guillaume Henri Dufour (1787.–1875.) | kolovoz 1849.                    | Revolucionarni nemiri u Badenu |
| 27. prosinca 1856. | Guillaume Henri Dufour (1787.–1875.) | Neuchâtelska kriza               |                                |
| 1859.              | Guillaume Henri Dufour (1787.–1875.) | Drugi rat za nezavisnost Italije |                                |
|                    | Hans Herzog (1819.–1894.)            | 19. srpnja 1870.                 | Francusko-pruski rat           |
|                    | Ulrich Wille (1848.–1925.)           | 8. kolovoza 1914.                | Prvi svjetski rat              |
|                    | Henri Guisan (1874.–1960.)           | 30. kolovoza 1939.               | Drugi svjetski rat             |